# Урсень
Урсень, Урсені (рум. Urseni) — село у повіті Тіміш в Румунії. Входить до складу комуни Мошніца-Ноуе.
Село розташоване на відстані 401 км на захід від Бухареста, 9 км на південний схід від Тімішоари.

## Населення
За даними перепису населення 2002 року у селі проживала 1151 особа.
Національний склад населення села:
| Національність | Кількість осіб | Відсоток |
| -------------- | -------------- | -------- |
| румуни         | 950            | 82,5%    |
| угорці         | 161            | 14,0%    |
| цигани         | 24             | 2,1%     |
| німці          | 10             | 0,9%     |

Рідною мовою назвали:
| Мова      | Кількість осіб | Відсоток |
| --------- | -------------- | -------- |
| румунська | 969            | 84,2%    |
| угорська  | 156            | 13,6%    |
| циганська | 17             | 1,5%     |
| німецька  | 6              | 0,5%     |